# Lasermikrometer
Ein Lasermikrometer als besondere Bauform eines Laserscanners dient dazu, den Durchmesser von relativ kleinen Gegenständen (mm-Bruchteile bis zu einigen Zentimetern) zu bestimmen. Anders als beispielsweise bei der Bügelmessschraube können so Durchmesser auf wenige Mikrometer genau gemessen werden.

## Funktionsweise
Der Lasermikrometer besteht aus einer Sender- und einer Empfänger-Seite. Bei der üblichen Bauweise trifft der Laserstrahl der Senderseite zuerst auf einen rotierenden Spiegel, wo er aufgefächert wird. Eine Kollimator-Linse, macht daraus einen Lichtvorhang aus nahezu parallel laufenden Laserstrahlen. Das Messobjekt muss sich an einer vorgegebenen Stelle im Strahlengang befinden, um exakte Messergebnisse zu erhalten. In der Regel darf das Messobjekt nicht durchsichtig sein. Der Strahl tastet den gesamten Messquerschnitt ab und wird durch den Prüfling unterbrochen. Ein Objektiv fokussiert die parallelen Laserstrahlen auf eine Fotodiode. Im zeitlichen Verlauf heißt das, dass das Messobjekt für eine bestimmte Zeit einen Schatten liefert. Diese Zeit wird nun vom Prozessor in einen Durchmesser umgewandelt. Aus 100 bis zu 1500 Messwerten je Sekunde wird ein Mittelwert errechnet. Dies verhindert, das störende Einflüsse (Luftströmungen, Staubteilchen, Fremdlicht etc.) des einzelnen Messwerts das Ergebnis stören. Der Messwert wird in der Regel digital angezeigt. Er kann bei Bedarf in einen Rechner zur Weiterverarbeitung eingelesen werden.
Anstelle einer Fotodiode mit Sammellinse kann auch eine abbildendes Objektiv und eine Zeilenkamera auf der Empfängerseite verwendet werden.
Verschiebt man das Messobjekt entlang der Längsachse oder rotiert es um diese während der Messung kann nicht nur der Durchmesser, sondern auch andere geometrische Parameter wie Rundheit, Zylindrizität oder Schlag sowie eine Verjüngung gemessen werden.

## Einsatzgebiete
Lasermikrometer werden in unterschiedlichsten Branchen und Bereichen genutzt (Auswahl): 
- In der Einspritztechnik der Automobilindustrie sind kleine Toleranzen von 0,5 µm an der Tagesordnung. Dort werden Steuerungskolben so präzise gefertigt, dass sie ohne weitere Abdichtung ihre Aufgabe in der Steuerungsbohrung erfüllen.
- Bei der Fertigung medizinischer Produkte messen Lasermikrometer den Durchmesser von Kanülen und Kathetern.
- Kupfer- oder Aluminiumdrähte müssen mit Lack isoliert sein, um Kurzschlüsse zu verhindern. Mithilfe eines Lasermikrometers lässt sich innerhalb weniger Sekunden überprüfen, welchen Durchmesser der Draht hat und wie dick die Lackschicht ist.
- In vielen Firmen werden Passstiftsätze in der Produktion eingesetzt. Diese dienen zum Prüfen von Bohrungen und verschleißen durch den täglichen Gebrauch. Der Prüfmittelverwalter muss daher in regelmäßigen Abständen alle Passstifte prüfen, um verschlissene Passstifte zu ersetzen.
- Bei der Herstellung von Passstiften werden die Durchmesser der Passstifte stichprobenartig überprüft, die im Durchlaufverfahren von Rundschleifmaschinen geschliffen werden.
- Eine weitere Anwendung ist das Messen von Wellen. Wenn auf eine Welle zum Beispiel ein Zahnrad gepresst werden soll, darf der Durchmesser nicht zu klein sein, da sonst das Zahnrad nicht fest genug mit der Welle verbunden ist.
- Auch zum Vermessen von Kolben sind Lasermikrometer das geeignete Werkzeug. Beispielsweise ermitteln sie den Durchmesser von Kolbenstangen, die in Gasdruckfedern verbaut sind.
- Durch Zusatzsoftware ist es möglich, bei z. B. spanabhebenden Werkzeugen den Flugkreis (effektiver Schneiden-Durchmesser) zu bestimmen, was beim Schleifen von Werkzeugen genutzt wird.